# Prévision du nombre de médailles olympiques
La prévision du nombre de médailles olympiques est un problème pour lequel différents modèles mathématiques ont été construits, qui se rapprochent généralement bien de la réalité.
Pour prévoir le nombre de médailles qu'un pays va remporter au cours des Jeux olympiques, les modèles prennent en compte divers paramètres comme la population ou le PIB. Il a aussi été observé que les pays communistes et le pays organisateur avaient plus de chances de médailles. La Grèce a par exemple gagné 16 médailles lorsqu'elle a organisé les jeux de 2004 à Athènes, mais seulement 4 aux jeux de 2008 à Pékin. Plus précisément, le cabinet PwC a évalué à 2 % le surcroît de médailles dû à l'organisation des jeux.

## Prévisions pour les Jeux de 2012
Les estimations suivantes ont été faites par le cabinet PwC.
| Nation           | Rang réel | Rang prévu | Nombre de médailles réellement obtenues | Nombre de médailles prévues |
| ---------------- | --------- | ---------- | --------------------------------------- | --------------------------- |
| États-Unis       | 1         | 1          | 104                                     | 113                         |
| Chine            | 2         | 2          | 87                                      | 87                          |
| Russie           | 3         | 3          | 82                                      | 68                          |
| Grande-Bretagne  | 4         | 4          | 64                                      | 54                          |
| Allemagne        | 5         | 6          | 44                                      | 41                          |
| Japon            | 6         | 8          | 38                                      | 28                          |
| Australie        | 7         | 5          | 35                                      | 42                          |
| France           | 8         | 7          | 34                                      | 37                          |
| Corée du Sud     | 9         | 10         | 28                                      | 27                          |
| Italie           | 10        | 9          | 28                                      | 27                          |
| Ukraine          | 11        | 11         | 20                                      | 21                          |
| Pays-Bas         | 12        | 14         | 20                                      | 16                          |
| Canada           | 13        | 15         | 18                                      | 15                          |
| Espagne          | 14        | 13         | 17                                      | 18                          |
| Hongrie          | 15        | 20         | 17                                      | 11                          |
| Brésil           | 16        | 17         | 16                                      | 14                          |
| Cuba             | 17        | 12         | 14                                      | 20                          |
| Biélorussie      | 18        | 16         | 13                                      | 14                          |
| Kazakhstan       | 19        | 24         | 13                                      | 9                           |
| Nouvelle-Zélande | 20        | 14         | 13                                      | 16                          |